# Phyllostachys bissetii
Phyllostachys bissetii là một loài thực vật có hoa trong họ Hòa thảo. Loài này được McClure miêu tả khoa học đầu tiên năm 1956.

## Hình ảnh

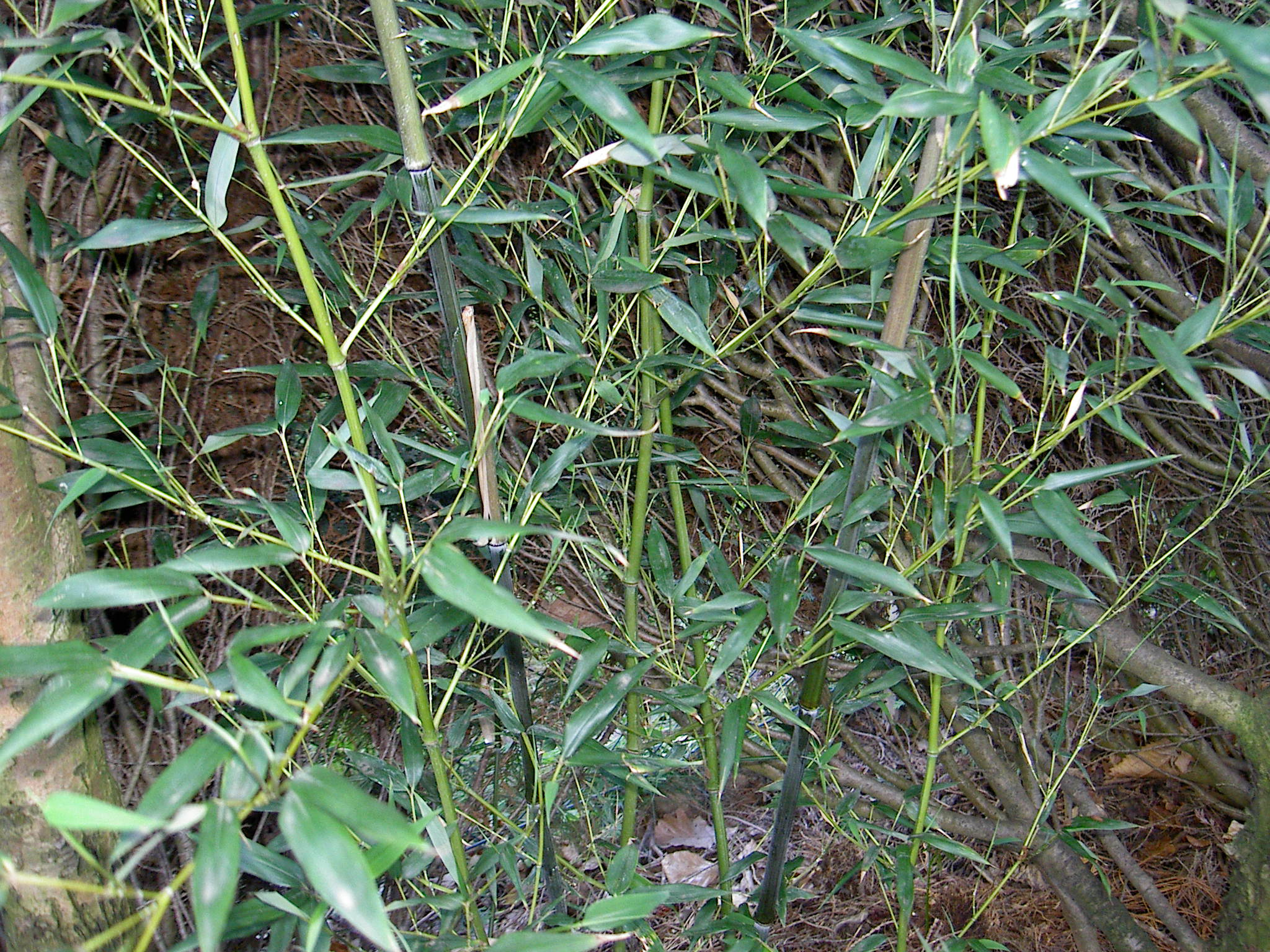